# 大鱗鮋
大鱗鮋，為輻鰭魚綱鮋形目鮋亞目鮋科的其中一種，為熱帶海水魚，分布於西太平洋澳洲海域，為特有種，棲息在沿岸底層水域，生活習性不明。